# Kozí vrch
Kozí vrch är ett berg i Tjeckien.   Det ligger i regionen Ústí nad Labem, i den nordvästra delen av landet, 70 km norr om huvudstaden Prag. Toppen på Kozí vrch är 379 meter över havet, eller 76 meter över den omgivande terrängen. Bredden vid basen är 0,39 km.
Terrängen runt Kozí vrch är huvudsakligen kuperad, men åt nordväst är den platt. Runt Kozí vrch är det ganska tätbefolkat, med 116 invånare per kvadratkilometer. Närmaste större samhälle är Ústí nad Labem, 7,6 km väster om Kozí vrch. I omgivningarna runt Kozí vrch växer i huvudsak blandskog.